# (30023) 2000 DN16
A (30023) 2000 DN16 a Naprendszer kisbolygóövében található aszteroida. Korado Korlević fedezte fel 2000. február 29-én.

## Kapcsolódó szócikk
- Kisbolygók listája (30001–30500)